# Kandachime
Le kandachime (寒立馬, littéralement, « cheval qui tient sous le froid ») est une race de chevaux de trait de format moyen, originaire du cap de Shiriyazaki, situé dans la préfecture d'Aomori, dans l'île de Honshū au Japon. 
La race provient d'animaux de guerre japonais, croisés avec divers chevaux de trait d'origine européenne et américaine. Ces chevaux sont revenus à l'état semi-sauvage, et constituent une attraction touristique dans cette région du Nord du Japon. Ils font néanmoins l'objet d'un élevage pour leur viande. 

## Histoire

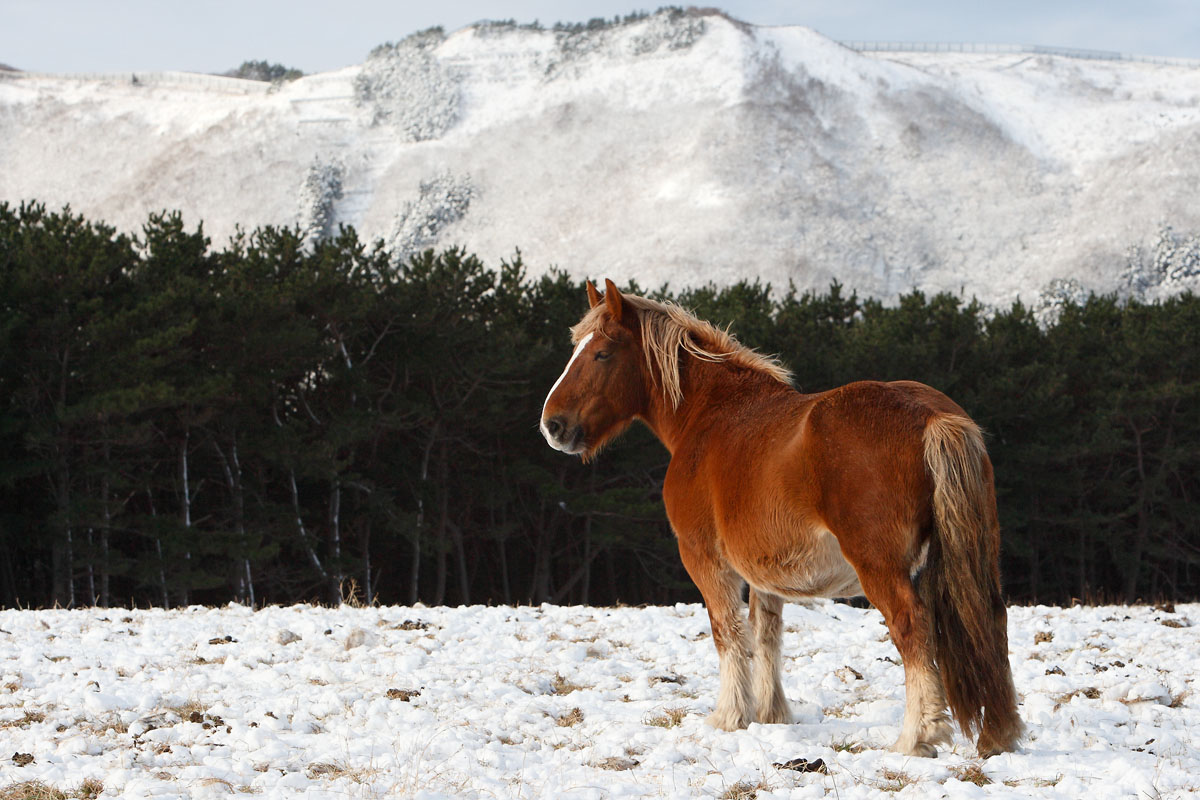
Kandachime sous la neige.

Leur nom signifie littéralement « tenir sous le froid », la race est également connue sous les noms de « Kandachi » et « Handachine ». Elle s'est constituée dans la région du cap de Shiriyazaki après la construction du phare, en 1875. À l'origine, il s'agit de chevaux de la cavalerie japonaise, qui ont été croisés avec des animaux originaires d'Europe et d'Amérique du Nord dans le but d’accroître leur taille. La race actuelle provient de croisements entre ce cheptel local et des chevaux Anglo-arabes, Arabes, Hackney, trait belges et Bretons. 
La race est mise au travail pour l'agriculture. Durant la seconde moitié du XXe siècle, le cheptel diminue drastiquement, au point d'atteindre seulement neuf têtes en 1995 (Heisei 7). Une politique de protection subséquente permet de régénérer le troupeau à environ 40 têtes.
Le Kandachime est son habitat sont classés monument naturel de la préfecture d'Aomori le 18 novembre 2002.

## Description

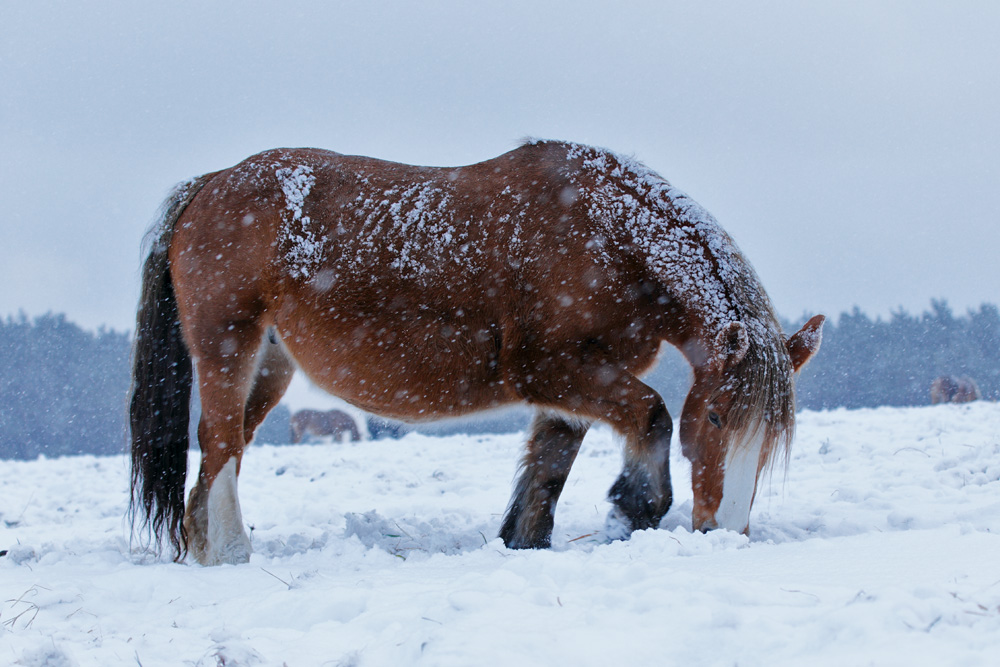
kandachime alezan dans la neige

Le modèle est celui du cheval de trait léger à moyen. Ces animaux sont connus pour leurs jambes courtes et leur solide constitution. Ils affrontent des chutes de neige et de rudes conditions climatiques en hiver.

## Utilisation
Ces chevaux sont essentiellement devenus une attraction touristique, ils sont par ailleurs protégés en tant que monument naturel de la préfecture d'Aomori. Le site est ouvert aux visiteurs toute l'année, sauf entre le 1er décembre et le 31 mars. La saison d'avril à juin permet aux touristes de voir des naissances de poulains. La race est également élevée pour sa viande, qui constitue un mets populaire au Japon. Higashidori est le propriétaire du marché organisé par la Fédération de l'élevage des coopératives agricoles d'Aomori.

## Diffusion de l'élevage
Ces chevaux japonais sont souvent décrits comme « sauvages » puisqu'ils vivent de façon extensive à l'extérieur toute l'année dans la région du cap de Shiriyazaki, mais chacun d'eux a un propriétaire. La région est célèbre pour la présence de ces chevaux.